# Batalha de Elchingen
A Batalha de Elchingen foi uma batalha que colocou frente-a-frente as forças francesas, lideradas por Michel Ney, às tropas austríacas, comandadas por Johann Riesch, em Elchingen, no dia 14 de Outubro de 1805, resultando na vitória francesa. A derrota das forças austríacas fez com que uma grande parte do exército austríaco se refugiasse na fortaleza de Ulm, enquanto outras unidades fugiam para leste. Pouco depois, as tropas austríacas refugiadas em Ulm acabaram por se render, e as restantes forças foram derrotadas pelos franceses pondo um fim à Campanha de Ulm. 
No final de Setembro, início de Outubro de 1805, Napoleão efectuou uma manobra de envolvimento a todo o exército austríaco na Baviera comandando por Karl Mack von Leiberich. Enquanto o exército austríaco se encontrava estacionado perto de Ulm, a sul do rio Danúbio, o exército francês marchava para oeste na margem norte do rio. De seguida, as tropas de Napoleão atravessaram  o rio a leste de Ulm, bloqueando a retirada austríaca em direcção a Viena. Por fim, tomando consciência do que estava a acontecer, Mack tentou escapar a norte do rio, mas uma divisão francesa conseguiu bloquear a primeira fuga. 
Apercebendo-se de que o seu inimigo poderia escapar da armadilha, Napoleão deu ordem a Ney para atravessar para a margem norte do rio. O Corpo de Ney, de maior dimensão, atacou o Corpo de Riesch em Elchingen. Os franceses capturaram as colinas e empurraram os soldados austríacos para oeste em direcção a Ulm, forçando a rendição de muitos deles. Enquanto um grande número de forças austríacas se manteve afastado na margem norte, a quase destruição das forças de Riesch significava que o grosso do exército de Mack estava inevitavelmente cercado em Ulm.